# Crossotus vagepictus
Crossotus vagepictus är en skalbaggsart som först beskrevs av Leon Fairmaire 1886.  Crossotus vagepictus ingår i släktet Crossotus och familjen långhorningar.
Artens utbredningsområde är:
- Djibouti.
- Kenya.
- Malawi.

Inga underarter finns listade i Catalogue of Life.